# Montagu House (Whitehall)

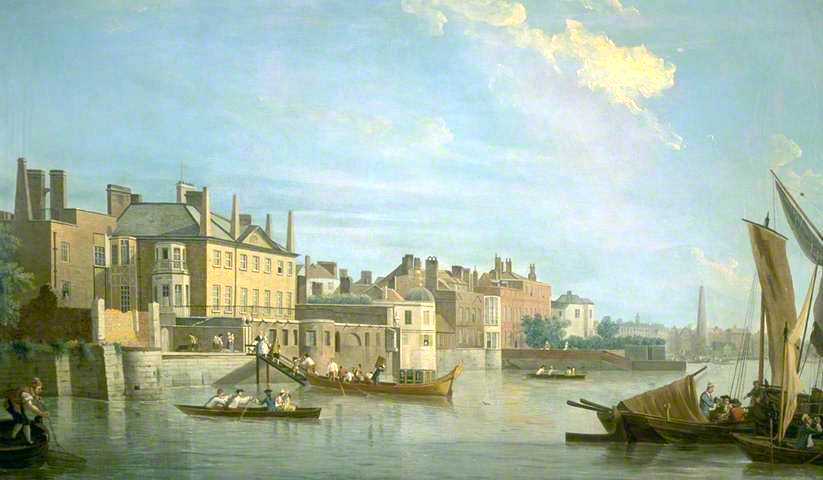
Montagu House ist das Haus mit dem 7 Jochen und dem Ziergiebel in dieser Ansicht der Themse, die 1750 von Samuel Scott gemalt wurde.

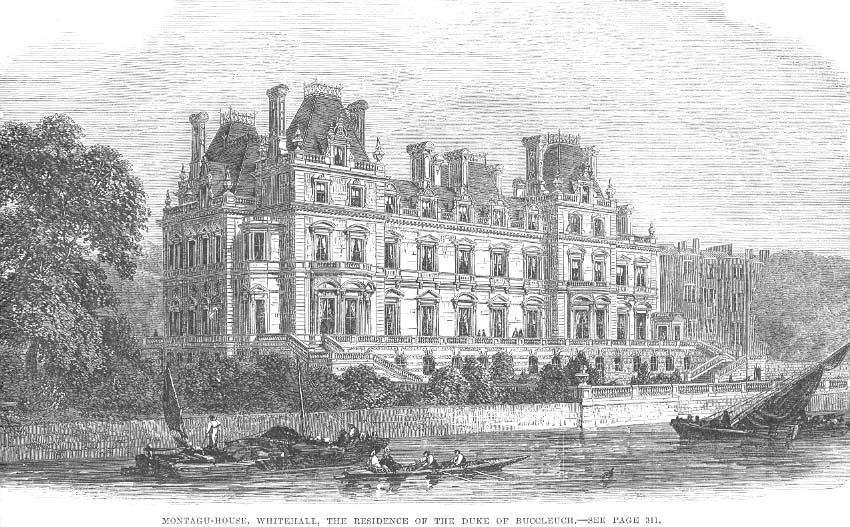
Das viktorianische Montagu House. Ein Bild aus The Illustrated London News (1864).

Montagu House war ein Herrenhaus in Whitehall im Stadtbezirk Westminster der britischen Hauptstadt London.
1731 gab John Montagu, 2. Duke of Montagu, sein bestehendes Herrenhaus Montagu House im sozial absteigenden Stadtteil Bloomsbury, aus dem später das British Museum wurde, auf. Er kaufte ein Gelände, auf dem früher die Residenz des Erzbischofs von York in London gestanden hat und das dann Teil des Anwesens des Palace of Whitehall war. Er selbst ließ ein eher bescheidenes Herrenhaus im damals üblichen Stil errichten, das man auf Canalettos Gemälde von Whitehall sehen kann.
Ende der 1850er-Jahre ließ der Nachfahre des 2. Duke of Montagu, Walter Montagu Douglas Scott, 5. Duke of Buccleuch, einer der drei oder vier reichsten Landbesitzer in Großbritannien, das Haus im georgianischen Stil erbauen. Es wurde vom vielseitigen schottischen Architekten ‘’William Burn’’ im Stil eines französischen Renaissanceschlosses entworfen. Seinerzeit wurde das Gebäude weithin bewundert. Es war aus Portland-Steinen erbaut, hatte ein Mansarddach, Ecktürme und eine Skyline von Steinkaminen. In der Mitte innen lagen ein Salon mit Oberlicht und ein großes Treppenhaus. Außerdem gab es Kassettendecken und fein geschnitzte Einrichtungsgegenstände. Dort untergebracht war ein Teil der außergewöhnlichen Kunstsammlung der Buccleuchs mit Werken von Rubens und Rembrandt sowie Großbritanniens schönste Sammlung von Miniaturen mit Ausnahme der Royal Collection.
1917 wurde das Haus als Bürogebäude von der Regierung übernommen und in den Jahren 1949–1950 abgerissen. Der ehemalige Standort bildet heute ungefähr die südliche Hälfte des Anwesens des heutigen Verteidigungsministeriums des Vereinigten Königreichs in Whitehall.